# Vom Bordstein bis zur Skyline
Vom Bordstein bis zur Skyline è l'album d'esordio da solista del rapper berlinese Bushido. L'album è uscito l'11 luglio del 2003 attraverso la Label indipendente Aggro Berlin.
Dal 30 settembre del 2005 il disco non può più essere venduto ai minorenni. Il motivo lo ha dato la Bundesprüfstelle für jugendgefährdende Medien o semplicemente abbreviato BPjM che in Germania si occupa delle censure multimediali, che in questo caso comprende il controllo di discriminazione e misoginia.

## Contenuto
Vom Bordstein bis zur Skyline è considerato in Germania insieme al disco Carlo, Cokxxx, Nutten uno dei album più influenti del Gangsta rap tedesco. Per molti fan addirittura viene considerato il miglior album che Bushido abbia mai pubblicato nella sua intera carriera.

## Produzione
Il disco è stato prodotto, come già avvenuto nel caso dell'album Carlo, Cokxxx, Nutten, interamente da Bushido, di cui alcune tracce con la collaborazione di DJ Ilan.

## Successo e singoli
È stato il primo album che nella Label Aggro Berlin è riuscito ad ottenere una posizione nella Media Control Charts ovvero 88º posto.
I singoli estratti dal disco sono Bei Nacht e Gemein wie 10. Entrambi però non si classificarono sopra i Top 100 nella Media Control Charts.

## Tracce
| #  | Titolo                        | Featuring | Durata | Nota              |
| -- | ----------------------------- | --------- | ------ | ----------------- |
| 1  | Electrofaust                  |           | 2:12   |                   |
| 2  | Bushido                       | Billy13   | 4:49   |                   |
| 3  | Bei Nacht                     |           | 3:23   | 1° singolo        |
| 4  | Berlin                        |           | 3:13   |                   |
| 5  | Vaterland                     | Fler      | 3:21   |                   |
| 6  | Eine Kugel reicht             |           | 4:48   | Motivo di censura |
| 7  | Pitch Bitch                   |           | 0:42   |                   |
| 8  | Mein Revier                   | Fler      | 4:44   |                   |
| 9  | Renn                          | A.i.d.S   | 4:35   |                   |
| 10 | Gemein wie 10                 |           | 3:50   | 2° singolo        |
| 11 | Streetwars                    |           | 0:34   |                   |
| 12 | Tempelhof Rock                | Joek2     | 4:07   | Motivo di censura |
| 13 | Asphalt                       | Fler      | 4:04   |                   |
| 14 | Stupid White Man              | Sahira    | 4:42   |                   |
| 15 | Zukunft                       | Fler      | 3:44   |                   |
| 16 | Dreckstück                    | Fler      | 5:23   | Motivo di censura |
| 17 | Pussy                         |           | 4:19   | Motivo di censura |
| 18 | Vom Bordstein bis zur Skyline | Fler      | 3:52   |                   |
| 19 | Outro                         | Sahira    | 3:02   |                   |